# Furuhjelm 46
Furuhjelm 46, eller HD 155876, är en dubbelstjärna i norra delen av stjärnbilden Herkules. Den har en kombinerad skenbar magnitud av ca 9,31 och kräver åtminstone en stark handkikare eller ett mindre teleskop för att kunna observeras. Baserat på parallaxmätning inom Hipparcosuppdraget på ca 156,7 mas, beräknas den befinna sig på ett avstånd på ca 21 ljusår (ca 6,4 parsek) från solen. Den rör sig närmare solen med en heliocentrisk radialhastighet på ca -30 km/s. Stjärnans binaritet upptäcktes av den holländske astronomen Gerard Kuiper 1934 i en systematisk undersökning av de kända stjärnornas dubbelhet inom ca 25 parsek från solen, utförd med 36-tumsteleskopet vid Lickobservatoriet. Furuhjelm 46 är det närmaste "sanna" (det vill säga inte brun dvärg) stjärnsystemet i Hercules, men det finns brun dvärg i denna konstellation, som ligger närmare: WISE 1741+2553.

## Egenskaper
Primärstjärnan Furuhjelm 46 A är en orange till röd dvärgstjärna i huvudserien av spektralklass M3. Den har en radie som är ca 0,16 solradier och har ca 0,02 gånger solens utstrålning av energi från dess fotosfär vid en effektiv temperatur av ca 3 300 K.
Furhjelm 46 är spektroskopisk dubbelstjärna, bestående av två mycket liknande röda dvärgar. Stjärnorna cirkulerar kring varandra med en omloppsperiod av ca 12,95 år i en bana med en halv storaxel av ca 0,762 bågsekund och en excentricitet av 0,743.